# خاطرات یک الاغ

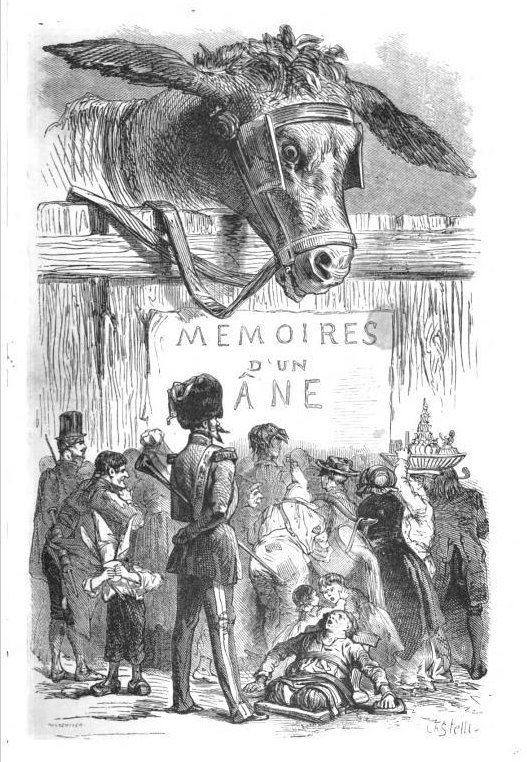
تصویرسازی برای کتاب «خاطرات یک الاغ» اثر کنتس سگور

خاطرات یک الاغ (به فرانسوی: Mémoires d'un âne) اثری از سوفی سگور در سال ۱۸۶۰ است. این رمان در ایران برای اول بار تحت عنوان «خرنامه» توسط اعتمادالسلطنه در ۱۳۰۶ هجری قمری به روش اقتباس یا ترجمهٔ آزاد به فارسی برگردانده شد و سپس محمود مصاحب آن را با عنوان «دفتر خاطرات یک خر» (۱۳۳۷)، عنایت‌الله شکیباپور با عنوان «الاغ سخنگو» (۱۳۵۵)، محمدحسین سروری با عنوان «خاطرات یک الاغ» (۱۳۸۲) و نیز سهیلا صفوی (۱۳۹۲) با همین عنوان اخیر آن را دوباره به زبان فارسی ترجمه کرده اند.

## خلاصه داستان
خاطرات یک الاغ، خاطرات الاغی به اسم کادیشون است و ماجراهای کادیشون و صاحبانش.مشکلاتی که به وجود میاورد و .....